# Offida
Offida ist eine italienische Gemeinde in der Provinz Ascoli Piceno in den Marken und ist Mitglied der Vereinigung I borghi più belli d’Italia (Die schönsten Orte Italiens).

## Geschichte
Nach archäologischen Funden bei Offida wird angenommen, dass bereits in der Steinzeit eine Siedlung existierte.
Vermutlich im 9. Jahrhundert v. Chr. gründeten einige Picener, die aus einer Gruppe von Sabinern hervorgingen, Offida. Etwa im 3. Jahrhundert v. Chr. verschwand die Kultur der Picener mit dem Vordringen der Römer. Im 6. Jahrhundert n. Chr. eroberten die Langobarden Italien, Offida im Jahr 580 n. Chr.
Einige Jahrzehnte später (7. Jahrhundert) wurde eine Burg in dieser Ortschaft so benannt. Etwa ab dem 9. Jahrhundert erlebte Offida durch die Benediktinermönche aus Farfa eine landwirtschaftliche Blütezeit. In dieser Zeit wurde auch ein Rathaus und eine Stadtmauer errichtet. Im 13. Jahrhundert wurde Offida in einer Erwähnung Papst Urbans IV als Stadt bezeichnet. Es entwickelten sich offene Rivalitäten zweier herrschender Familien (Ghibellinen und Guelfen). Bis zum Ende des 16. Jahrhunderts dauerten die Kämpfe an; 1533 wurde die gesamte Familie Baroncelli (Welfen) getötet.
Offida entwickelte sich unter der Kontrolle der Kirche beständig weiter. Im Jahr 1808 wurde die Herrschaft des Kirchenstaats durch Napoleon abgeschafft. Bereits 1815 wurde sie durch den Wiener Kongress wieder eingeführt. Es entstand eine Unterteilung in Stadtbezirke, eine Verwaltung (Bürgermeister, Gemeinderat, Stadtvogt, Dorfältester). Aber schon 1860 wurde das kirchliche Heer von Piemontesischen Truppen geschlagen und Offida wurde der Provinz Ascoli Piceno zugesprochen. Die Stadt Offida, bisher bäuerlich geprägt, wurde durch das Handwerk zunehmend industrialisiert.
1926 erhielt Offida eine elektrische Straßenbahn, die bis zum etwa 11 Kilometer südlich gelegenen Castel di Lama führte und den Anschluss an die Bahnstrecke von Ascoli Piceno nach San Benedetto del Tronto/Porto d’Ascoli brachte. 1952 wurde sie durch Autobusse ersetzt.
Nach dem Zweiten Weltkrieg wurde die Industrialisierung und Modernisierung weiter entwickelt. Zudem setzte man auf das Handwerk und pflegte vor allem die Kunst und Verbreitung des Klöppelns.

## Namensherkunft
Die Herkunft des Namens ist nicht bekannt. Historiker vermuten eine Herleitung aus:
- OPPIDA (ital.: befestigte Stadt)
- OPHYS (griech.: Schlange)
- OPHIDA (ital.: umfangreicher Hügel)

## Sehenswürdigkeiten

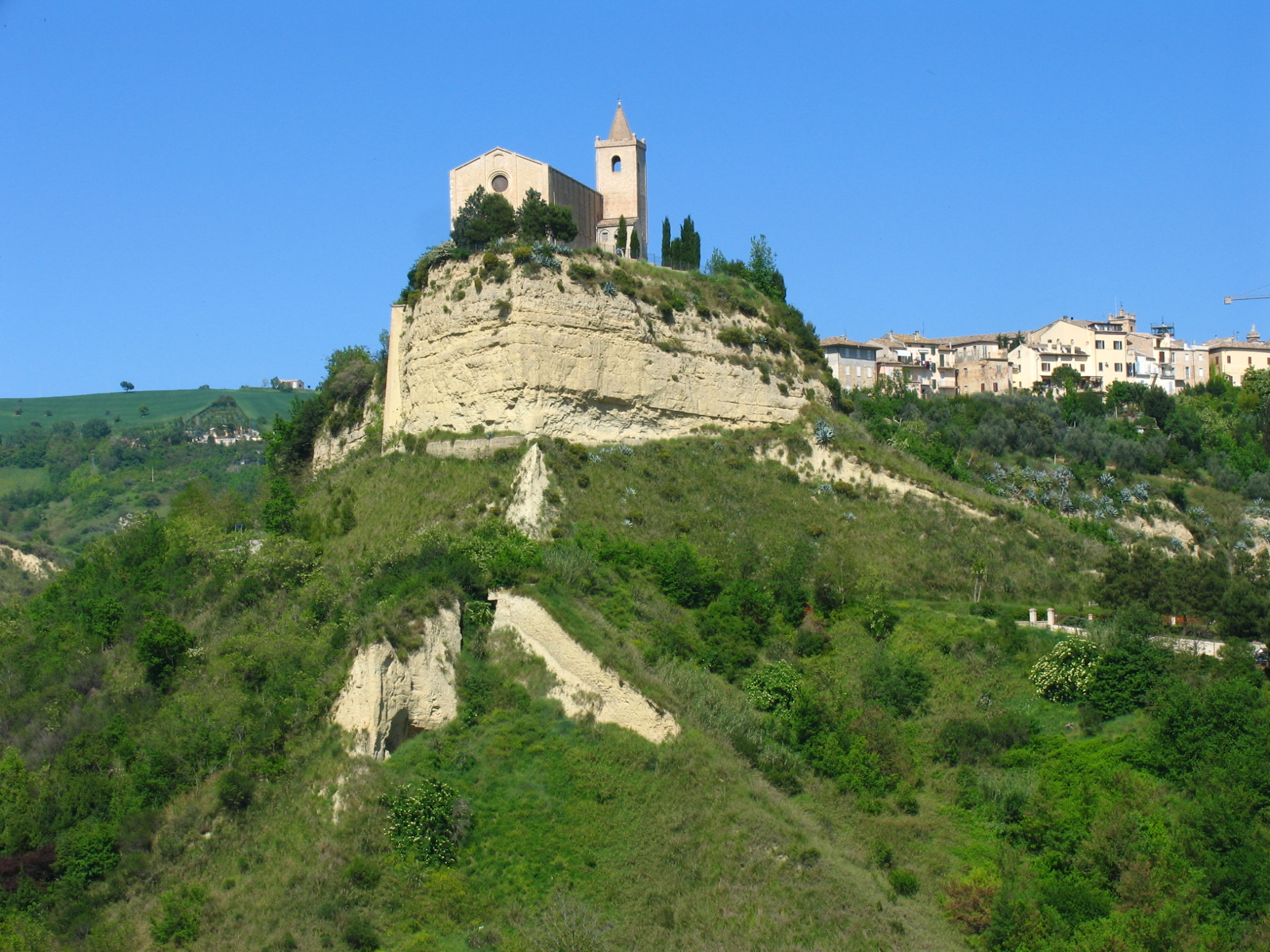
Santa Maria della Rocca

Acht Kirchen und ein Kloster erinnern an die lange Kirchenherrschaft. Das heutige Theater „Serpente Aureo“ wurde 1768 gebaut und 1820 erweitert. Im 20. Jahrhundert erfolgten einige Modernisierungsumbauten. Das Rathaus der Stadt ist vermutlich im 11./12. Jahrhundert erbaut worden. Die heute zum Teil noch erhaltene Stadtmauer stammt aus dem 15. Jahrhundert.

## Weinbau
Ein Wein mit dem Namen „Offida“ wird im Hügelland der Provinz von Ascoli Piceno produziert.

## Persönlichkeiten

### Ehrenbürger
- Nelson Mandela (1918–2013), südafrikanischer Aktivist und Politiker
- Desmond Tutu (1931–2021), südafrikanischer anglikanischer Geistlicher und Menschenrechtler

### Söhne und Töchter der Stadt
- Giovanni Battista de Sanctis Ciabatonni (1865–1925), kolumbianischer Musikpädagoge, Klarinettist und Dirigent